# Masoumeh Ebtekar
Masoumeh Ebtekar (in persiano معصومه ابتکار‎; Teheran, 21 settembre 1960) è una politica iraniana, Vice Presidente dell'Iran per le donne e la famiglia dall'agosto 2017 al settembre 2021 e responsabile del Dipartimento dell'ambiente dal 1997 al 2005, facendo di lei la prima donna nel governo dell'Iran dal 1979 e la terza nella storia. Ha avuto lo stesso incarico dal 2013 al 2017. È docente all'Università di Tarbiat Modares nella scuola di Scienze mediche, dipartimento di immunologia..
Ebtekar era soprannominata "Mary", quando era la portavoce degli studenti che presero ostaggi e occuparono l'ambasciata degli Stati Uniti nel 1979. Successivamente divenne capo dell'Organizzazione per la protezione dell'ambiente dell'Iran durante l'amministrazione del presidente Mohammad Khatami ed è stata consigliera della città di Teheran dal 2007 al 2013.

## Biografia
Ebtekar è nata a Teheran come Masoumeh Niloufar Ebtekar in una famiglia della classe media.  Il suo nome si traduce in "ninfea innocente".  Il padre di Ebtekar ha studiato all'Università della Pennsylvania e lei viveva con i suoi genitori ad Upper Darby, appena fuori Filadelfia. Durante i suoi sei anni a Filadelfia, ha sviluppato "un inglese quasi perfetto, con accento americano". Tornata in Iran si iscrive all'Iranzamin. Successivamente, dopo la laurea, è diventata una sostenitrice dell'Islam politico di Ali Shariati e ha iniziato a indossare un tradizionale chador nero che copriva tutto il corpo tranne il viso.
Ebtekar ha conseguito una laurea in scienze di laboratorio presso la Shahid Beheshti University, un master e un dottorato di ricerca in immunologia presso l'Università Tarbiat Modares nel 1995, dove insegna tuttora.

## Carriera accademica
Ebtekar è stata componente della facoltà presso l'Università Tarbiat Modares, un centro accademico post-laurea situato a Teheran. In qualità di professore di Immunologia, ha insegnato, supervisionato e consigliato dottorandi e studenti di laurea magistrale. Ebtekar insegna citochine, immunologia virale, vaccini contro l'HIV, invecchiamento, immunologia del sistema nervoso e psiconeuroimmunologia.  Ha depositato in Scopus a suo nome 72 articoli scientifici ISI nel campo dell'immunologia. Nel suo discorso all'undicesimo Congresso Internazionale di Immunologia a Teheran, ha menzionato l'effetto dannoso delle sanzioni sul progresso della scienza in Iran e ha osservato che le sanzioni non dovrebbero essere dirette contro le nazioni. Ebtekar è membro di diversi comitati del consiglio di ricerca e revisore per due riviste internazionali e quattro nazionali di immunologia.  Ebtekar è stata promossa alla cattedra a pieno titolo nel gennaio 2019 ed eletta come Immunology & Allergy Association nel 2018.

### Affermazioni di cattiva condotta scientifica
Il 7 ottobre 2008, eTBLAST, un motore di ricerca per similarità testuale nel database MEDLINE, ha notato che l'85% di un documento di revisione pubblicato da Masoumeh Ebtekar proveniva da diversi articoli pubblicati in precedenza. Il documento di revisione, sulle citochine e l'inquinamento atmosferico, è stato pubblicato nel 2006 sull'Iran Journal of Allergy Asthma Immunology (IJAAI). Un paio di settimane dopo il rapporto eTBLAST, Nature si è occpato della vicenda, citando uno degli autori degli articoli originali, (Ian Mudway, un tossicologo del King's College di Londra): "L'articolo è un vero e proprio mosaico del lavoro di altre persone, parola per parola, errore grammaticale per errore grammaticale". Nature ha anche affermato che Ebtekar non aveva risposto alle sue e-mail. In risposta, il responsabile dell'IJAAI ha rilasciato una dichiarazione in cui si diceva: "Ci rammarichiamo per questa duplicazione apparsa sulla rivista. Stiamo lavorando con gli editori della rivista JACI  - il Journal of Allergy and Clinical Immunology, un periodico accademico che ha pubblicato tre dei documenti da cui Ebtekar aveva copiato - per trovare la migliore soluzione al riguardo". Nel dicembre 2008 l'articolo di Ebtekar è stato ritirato.
La questione ha ricevuto una certa attenzione politica e pubblica in Iran.  Ebtekar ha rilasciato una dichiarazione in cui ammetteva di aver commesso un errore e si scusava per questo, ma includeva un elenco di reclami come l'incapacità di eTBLAST di informarla in anticipo della loro scoperta, il fatto che l'articolo fosse un articolo di revisione a cui era stata invitata a scrivere per il Journal e che nel testo sono stati forniti più di 76 riferimenti.

### Presidente del 12º Congresso Internazionale di Immunologia
Nel 2013 Ebtekar è stata eletta Presidente del 12º Congresso Internazionale di Immunologia. Il Congresso si è tenuto il 29 aprile 2014. Ebtekar è intervenuta alla cerimonia di apertura e ha presentato Rolf Zinkernagel, Premio Nobel per la Medicina, come ospite d'onore.

## Carriera sociale e politica
Nel 1981 Ebtekar divenne caporedattore del quotidiano inglese Kayhan International, scelto da Khatami che allora era il rappresentante dell'Ayatollah Khomeini al Kayhan Institute. Ha lavorato nel giornale fino al 1983. Nel 1991 ha co-fondato l'Institute for Women's Studies and Research. Dal 1992 è titolare della licenza e amministratore delegato della rivista Farzaneh Journal for Women's Studies and Research.  Ebtekar è stata nominata capo dell'ufficio di coordinamento delle ONG femminili e vice capo del comitato nazionale alla quarta conferenza mondiale sulle donne a Pechino nel 1995. Successivamente, è stata eletta presidente della rete delle ONG femminili in Iran.

### Attivismo iniziale e ruolo nella crisi degli ostaggi
Ebtekar è stata portavoce degli studenti nella crisi degli ostaggi in Iran del 1979, quando gli studenti musulmani seguaci della linea dell'Imam occuparono l'ambasciata degli Stati Uniti e tennero in ostaggio 52 americani per 444 giorni. Selezionata per la sua buona padronanza dell'inglese, è apparsa regolarmente alla televisione americana come traduttrice e portavoce degli studenti, dove ha presentato le posizioni ufficiali degli studenti. È stata chiamata "Mary" dalla stampa straniera e "Tiger Lily" dagli ostaggi, un'opera teatrale sulla traduzione di "Niloufar".
Ebtekar ha scritto un resoconto dell'occupazione dell'ambasciata con Fred A. Reed intitolato Takeover in Tehran: The Inside Story of the 1979 US Embassy Capture. I media occidentali hanno sistematicamente descritto il coinvolgimento di Ebtekar in modo negativo, come descrive Reed: "Per vent'anni la versione 'globalizzata' prevalente dell'occupazione dell'ambasciata ha considerato gli studenti nella migliore delle ipotesi come giovani ben intenzionati ma ingenui manipolati... e nel peggiore dei casi come estremisti irresponsabili". Elaine Sciolino ha scritto sul punto di vista di Ebtekar: "Chiesta da un corrispondente dell'ABC News se poteva vedersi raccogliere una pistola e uccidere gli ostaggi, lei rispose: 'Sì. Quando ho visto una pistola americana essere sollevata e uccidere i miei fratelli e sorelle per le strade, ovviamente'". Si dice che sia ricordata da molti americani (ostaggi come David Roeder, Barbara Timm, la madre dell'ostaggio Kevin Hermening e coloro che l'hanno guardata in televisione) con una grande mancanza di affetto, in parte perché "la sua familiarità con l'America ha aggiunto una profonda enfasi al suo rifiuto di essa". Quando, alla fine degli anni '90, un'intervistatrice americana (Elaine Sciolino) le chiese del suo passato di portavoce dei sequestratori, perché non comparisse sul suo curriculum e perché avesse cambiato il suo nome da Niloufar a Masoumeh, Ebtekar "non aveva scuse e non ha chiesto scuse" sul suo ruolo, descrivendo la presa di ostaggi come "la migliore direzione che avrebbe potuto essere presa" dall'Iran in quel momento, ma ha sorpreso l'intervistatrice con la sua "faccia tosta", insistendo sul fatto che l'intervistatrice "non scriveva molto su queste cose". Pubblicò questo articolo sul New York Times ignara del fatto che il libro di Ebtekar (Takeover in Teheran) fosse in stampa e sarebbe stato pubblicato nel 2001.
Era una consigliera di Shahla Habibi, capo dell '"Ufficio per gli affari delle donne" sotto l'amministrazione Akbar Hashemi Rafsanjani negli anni '90, e secondo quanto riferit, era la "principale forza trainante" dell'ufficio.
Nel film Argo del 2012, Ebtekar è stata interpretata da Nikka Far e nei titoli di coda è stata chiamata solo "Teheran Mary".

### Primo mandato della vicepresidenza (1997–2005)

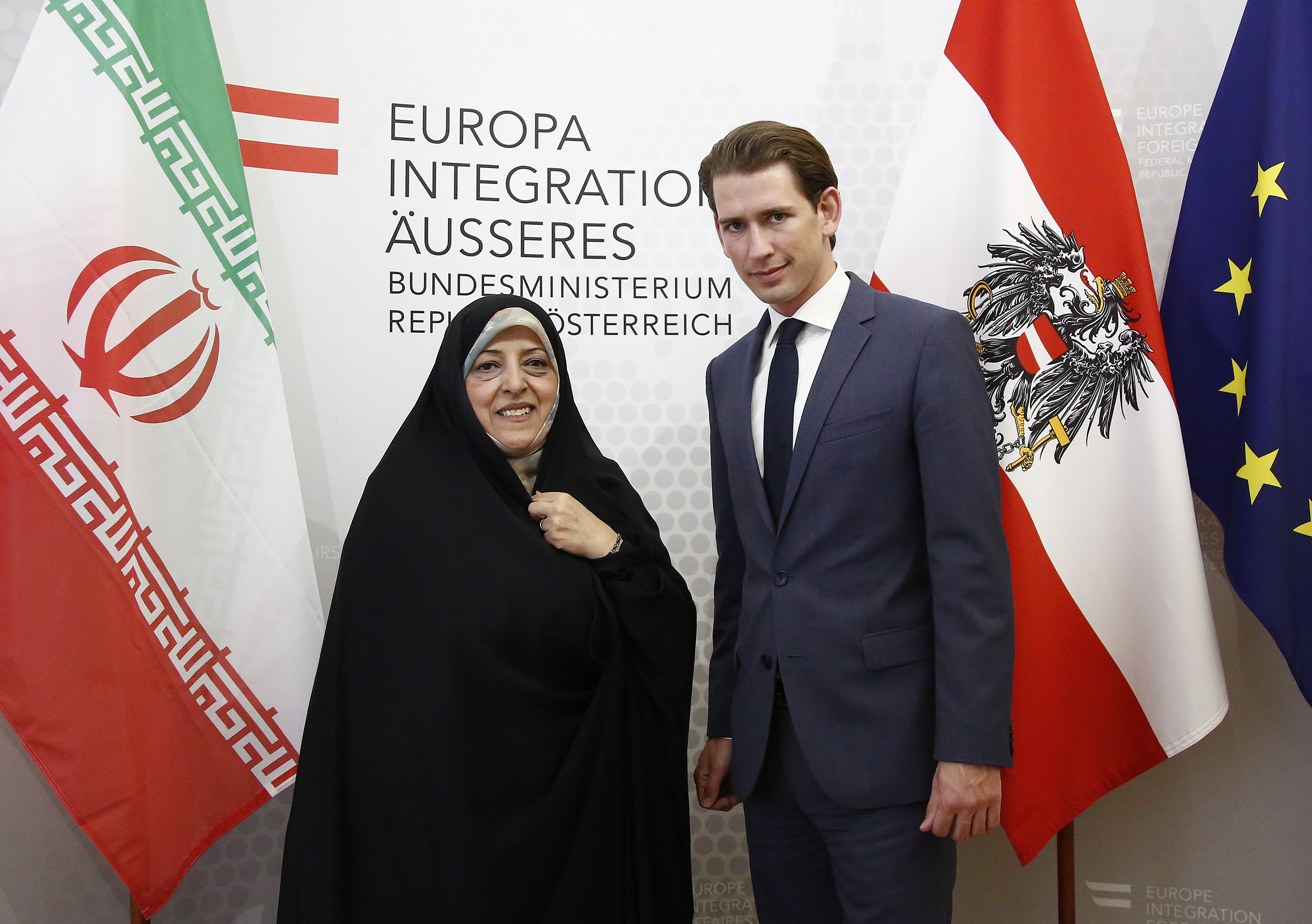
Ebtekar con il ministro degli Esteri austriaco Sebastian Kurz nel 2016

Ebtekar è stata la prima donna a ricopire il ruolo di vicepresidente dell'Iran quando i riformisti sono saliti al potere. Insieme a Zahra Shojaei, ha partecipato al primo gabinetto dopo la rivoluzione islamica sulle donne. È stata descritta come una di sinistra nell'alleanza di Mohammad Khatami. Ebtekar ha guidato il Dipartimento dell'Ambiente per otto anni, introducendo importanti cambiamenti strutturali, organizzativi e direzionali che hanno consentito una reingegnerizzazione dell'ente governativo. Durante il suo mandato è stata rafforzata la consapevolezza ambientale e il sostegno all'attivismo della società civile in questo settore.
La nomina di Ebtekar ha portato alla scoperta del suo passato, e negli Stati Uniti sono state sollevate domande sul fatto che il presidente Khatami fosse consapevole di "quanto profondamente" la presa e la detenzione di ostaggi, e la rabbia nei confronti del suo principale difensore pubblico, "hanno influenzato sia il governo americano che il popolo americano".  Molti accademici e critici letterari hanno scritto ed espresso le loro opinioni sulle sue memorie pubblicate. A seguito di ciò, "alcuni ambasciatori" a Teheran avrebbero dichiarato che "non l'avrebbero più incontrata" e avrebbero "scoraggiato un contratto ufficiale con il suo ufficio". Nelle sue memorie pubblicate come "Grapes of Shahrivar", Ebtekar fa ripetutamente riferimento ai suoi contatti cordiali e ufficiali non solo con gli ambasciatori occidentali, ma anche con molti ministri e presidenti europei. (capitoli 8-16-23-26-30-32-33)
In occasione della Giornata internazionale della donna nel 1998, in qualità di vicepresidente per gli affari ambientali, ha tenuto un discorso in cui condannava l'oppressione delle donne da parte del movimento talebano in Afghanistan. Il suo intervento ha suscitato commenti da parte dei membri dei media occidentali presenti mentre lei stessa indossava un chador, un promemoria dell'hijab obbligatorio in Iran che molti in Occidente considerano invece una violazione dei diritti delle donne.
Nel marzo 2002, Ebtekar è stata relatrice principale all'Incontro delle donne leader per l'ambiente a Helsinki, sponsorizzato dal Ministero dell'Ambiente finlandese.  Nel settembre 2002, Ebtekar ha partecipato al vertice mondiale sullo sviluppo sostenibile, tenutosi a Johannesburg, in Sudafrica. Nel maggio 2005 ha presieduto la Conferenza internazionale sull'ambiente, la pace e il dialogo tra civiltà e culture, tenutasi a Teheran. Questo evento è stato organizzato dal Dipartimento dell'Ambiente di Ebtekar e anche dal Programma delle Nazioni Unite per l'Ambiente.

### Vicepresidenza secondo mandato (2013–2017)
Ebtekar è stato vicepresidente e capo del dipartimento dell'ambiente durante il primo mandato del presidente Rouhani, 2013-2017. Durante questo periodo, nonostante le immense sfide che l'ambiente iraniano deve affrontare e nonostante la feroce opposizione di gruppi politici e di interessi speciali rivali, sono stati compiuti grandi passi avanti per migliorare la governance e la gestione ambientale. Durante questo periodo sono stati attuati dodici progetti di legge ambientali, un capitolo forte nel sesto piano di sviluppo nazionale e numerose direttive e linee guida, mentre i piani nazionali per migliorare la qualità dell'aria sono stati promossi attraverso una forte gestione intersettoriale, che ha portato a migliori tendenze della qualità dell'aria.
È stata adottata la Strategia nazionale per un'economia a basse emissioni di carbonio; il governo ha adottato il suo INDC e l'accordo di Parigi, adottato anche dal Parlamento. Ciò ha portato a importanti progressi nell'energia rinnovabile, tra cui più di 500 MW di nuovi impianti solari. Il ripristino delle zone umide secondo gli schemi di gestione dell'ecosistema e la partecipazione della comunità locale è stato intrapreso portando alla rinascita della zona umida di Houralazim, alla designazione di Hamoun come riserva della biosfera e al miglioramento delle condizioni nel lago Urmia e in altre zone umide in tutto l'Iran.
Un'importante campagna per migliorare l'educazione ambientale, l'inclusione di 56 casi di testo relativo all'ambiente e la pubblicazione del primo libro di testo "L'uomo e l'ambiente" sono alcuni dei passi compiuti in tal senso. Un aumento significativo della quantità e della qualità dell'attivismo della società civile è stato il risultato della pianificazione per una maggiore partecipazione delle organizzazioni non governative alla politica e alla supervisione.  Durante questo periodo il coinvolgimento del settore privato nella gestione delle aree protette e nella gestione della conservazione della fauna selvatica è stato promosso attraverso la legislazione e gli incentivi. I Nature Rangers hanno goduto di programmi educativi e di formazione di alta qualità, mentre le campagne di sensibilizzazione hanno portato a miglioramenti nel loro status sociale. La diplomazia internazionale in collaborazione con UNEP, UNDP, JICA, UNESCO ha portato a molti progetti congiunti tra cui la formazione partecipativa per gli agricoltori locali e gli abitanti dei villaggi nell'area del bacino di Urumia, la conservazione del ghepardo, il secondo seminario internazionale sulla religione e la cultura dell'ambiente, la prima conferenza delle Nazioni Unite sulla lotta alle tempeste di polvere e sabbia, progetto per il ripristino delle zone umide di Anzali, progetto per i progetti di gestione delle zone costiere.
Il quinto festival internazionale del film verde è stato rilanciato, durante questo periodo sono stati convocati quattro round dell'International Environment Exhibition, quattro round del Green Industry Competition e quattro round del National Environment Award. Sono stati firmati e attuati 20 protocolli d'intesa bilaterali e multilaterali che hanno portato a più di 50 seminari e sessioni di carattere tecnico ed educativo. Campagne nazionali sul “no alla plastica”,  “riduzione degli sprechi”,  “e risparmio energetico”,  “no allo spreco alimentare ” e molti altri furono sostenuti e promossi. Il Comitato Nazionale per lo Sviluppo Sostenibile è stato trasformato in un efficiente organismo intersettoriale per promuovere e monitorare gli indicatori di sostenibilità a livello nazionale.

## Vita privata
Ebtekar è sposata con Seyyed Mohammad Hashemi, un uomo d'affari nel settore privato. Hanno due figli.